# М4 Шерман
М4 Шерман (енгл. M4 Sherman) је био амерички средњи тенк и главни амерички тенк током Другог светског рата.

## Развој
Основа овога тенка је дизајн његовог претходника М3 Ли, чије су перформансе процењене незадовољавајућим почетком Другог светског рата. Једина конкретна разлика између ова два тенка је била употреба два топа у М3 Лију, што се показало као непрактично решење које је замењено класичном куполом какву су имали сви тада модерни тенкови. То на крају није отклонило све грешке дизајна, које се могу најбоље уочити ако се упореди слика Панцер III тенка или Панцер IV тенка с Шерманом. То је једноставно био превисок тенк, што као последицу има његово рано откривање позиције у сукобу с противником.
Позитивна страна Шермановог дизајна је била могућност његове производње у фабрикама М3 тенкова, чиме се уштедело много времена које би било изгубљено у градњи нових фабрика или пренамени старих. Први примерци овог тенка су тако изашли из фабрика већ у фебруару 1942.

## Опрема
Основно наоружање овог тенка је чинио топ М2 калибра 75 mm, захваљујући којем се Шерман могао без проблема носити с оклопом тенкова Панцер III и Панцер IV на задовољавајућој удаљености, док је против тешких немачких тенкова Панцер VI имао шансе само у блиској борби и то ако би дејствовао по непријатељском задњем или бочном оклопу. У септембру 1940. године, америчка армија је затражила да се у Шерман угради топ са већом почетном брзином зрна. Пренаоружавање Шермана са новим топом истог калибра али са дужом цеви, који је добио ознаку М3 и који је имао почетну брзину зрна од 619 m/s, почело је у јуну 1941. Нови топ је у свом бојевом комплету имао противоклопно зрно и био је боље прилагођен за тенковску употребу, тј. био је жироскопски стабилизован и имао је већу елевацију.
Конструкцијска грешка Шермана је била његова лака запаљивост у случају да било какав пројектил успе и у најмањој мери да пробије оклоп. Из тог разлога првобитни оклоп од 50 mm је увећан на 75 mm, али то није било довољно, тако да су пред крај рата посаде тенкова повећавале оклопну заштиту тако што су на предње и бочне стране тенка постављале вреће са песком, балване, оклопне плоче са других возила, па чак и бетон. Посебна верзија 'Џамбо' развијена је с додатним оклопом како би предводила оклопне колоне и служила као мамац за противоклопне топове.
Главна предност Шермана према немачким тенковима била једноставност одржавања и механичка поузданост, што није било случај са тенковима типа Пантер и Тигар, а поготово Тигар II, код којих је велики број морао бити напуштен због кварова и уништен због немогућности поправке или извлачења.
Наследник овог тенка, који је требало да уклони већину његових недостатка излази тек крајем рата под именом M26 Першинг.

## Оперативна историја
Почетно одушевљење Американаца и Британаца појавом овог тенка, који у време свог изласка из фабрика представљао значајно побољшање претходних модела, спласнуло је одмах по изласку на бојно поље. Реално очекивање од новог модела сваког тенка који се први пут појављује на бојишту је да он буде бољи од најмодернијих противничких модела, изјаловило се већ у његовој првој бици 1942. године, када су га Британци користили против Немачке код Ел Аламејна. Већ тада је постало приметно да је Шерман бољи од свих италијанских тенкова и Панцер III тенка, док је при сусрету с тенком Панзер IV углавном је било пресудно искуство посаде, у чему су Немци након три године рата имали велику предност.
Због лаке запаљивости амерички војници су Шерману који је био њихов главни тенк дали надимак „Упаљач“ по тада популарној реклами за упаљач која је гласила: „Упали из прве први и сваки следећи пут“. Немци су му дали надимак „Пећ за Томија“. Истинити надимак с којим би се обе стране сложиле је онај који се почео употребљавати након рата. Он гласи „Смртоносна клопка“.
Разлог за то је била његова грешка у конструкцији која би доводила до запаљења муниције која није била заштићена у мокрим магацинима (магацини за муницију окружени водом), што је резултовало запаљењем 60% погођених тенкова. С увођењем мокрих магацина тај број пада на само 10%, али због одлуке да се ради лакше логистике у тенкове ставља додатна муниција изван мокрих магацина, постотак поновно расте.
За реални приказ ефикасности М4 Шермана у бици најбоље нам могу послужити јавности доступни подаци америчке 3. оклопне дивизије. Почетни број тенкова Шерман с којима ова јединица долази 1944. године у Европу је 232. Током раздобља краћег од десет месеци њој је потпуно уништено 648 тенка, док је још 700 Шермана било накратко избачено из борбе и послато у позадину на поправке. То значи да је у просеку сваки од 232 почетна Шермана био потпуно или делимично уништен више од 6 пута у тако кратком временском раздобљу, када су Американци имали потпуну ваздушну контролу бојног поља. Још један од узрока катастрофалних резултата ових тенкова је била необученост посаде; војници су често са једним даном обуке управљања тенком слати у борбу.

### Употреба након рата
Победом у Другом светском рату САД су оствариле општу доминацију на светском тржишту, па тако и у тенковима. Последица тога је да се овај неуспешни тенк нашао у оружаним снагама свих некомунистичких држава, те и у земљама које су САД подупирале после Другог светског рата као што је Југославија током периода сукоба са Информбироом. Употреба ових тенкова је трајала све до 1989. године, када Чиле повлачи последње Шермане из свог арсенала.

## Варијанте
Због великог броја ових тенкова од њега је направљен и велики број промена које у стварности нису биле ништа друго него опције прикачене на стандардни тенк, тако да се то само се себи не може назвати верзијом. Пример тога је био тенк који, како се креће, удара ланцима по земљи испред себе да активира мине и слично.
Једина конкретна верзија овог тенка је био противтенковско оклопно возило М10, које је користило ефикаснији 76 mm (3 инча) топ од Шермана. За разлику од Немачке, САД су током овог рата производиле противтенковска возила с куполом, тако да стварне разлике између М10 и класичних тенкова нема.
Након што се топ од 76 mm показао недовољним, направљена је нова купола с топом од 90 mm, возило је добило ознаку М36.

### М4А3Е2 "Џамбо"
Предвиђајући да ће, током операција у Нацистичкој Немачкој, америчке јединице морати да разбијају снажна и добро утврђена непријатељска упоришта, укључујући и Зигфридову линију која је чувала западне границе Нацистичке Немачке, америчка војска је испитивала прототип тешког пробојног тенка Т 14. Како прототип није показао задовољавајуће резултате, одлучено је да се овај задатак повери специјално модификованој верзији тенка М4 Шерман.
За модификацију је изабран модел М4А3, са новим оклопним телом код којег је предња оклопна плоча била искошена под углом од 47°. Модификација тенка извршена је тако што су на предње и бочне стране тела заварене челичне плоче дебљине 38 mm, чиме је дебљина предњег оклопа повећана на 100 mm, а бочног на 76 mm. У тенк је уграђена потпуно нова купола са предњим оклопом дебљине 76 mm, који је додатно ојачан блендом топа дебљине 177 mm. Бочни оклоп куполе био је 152 mm дебео, а задњи оклоп куполе је био дебљине 63 mm. На кров куполе наварена је челична плоча дебљине 25 mm. Због додатне оклопне заштите, маса тенка порасла је на 42 тоне, а брзина тенка је опала на 35 km/h на путу. Од наоружања је задржан топ М3 калибра 75 mm.
Џамбо је био изузетно отпоран на непријатељску ватру. Немачки тенкови Панцер IV, могли су да га избаце из строја само са малих растојања и то ако су користили малобројне пробојне гранате велике брзине, које су имале језгро од тунгстена. Због велике дебљине оклопа, чак ни Пантери нису могли да га униште са већих раздаљина.
Због добре оклопне заштите М4А3Е2 Џамбо су најчешће предводили оклопне колоне на маршу, са задатком да на себе привуку ватру немачке противоклопне артиљерије и тако је приморају да открије своје положаје.

### М50 и М51 "Супер Шерман"
Израел је након Другог светског рата добио велики број Шермана у виду војне помоћи од Сједињених Америчких Држава. Да би му повећали ефективност у модерним сукобима, Израелци су заменили амерички топ од 76 mm француским топовима CN 75-50 (76 mm) и Modèle F1 (105 mm).
Ови тенкови су се показали добро у Шестодневном рату и Јомкипурском рату против арапских тенкова совјетске и немачке производње из Другог светског рата, a у неким случајевима су чак успевали да пробију оклоп знатно модернијег Т54/Т55 са кумулативном муницијом.
Након Јомкипурског рата, већина М51 је продана Чилеу и донирана либанским хришћанима у Либанском грађанском рату.

### Шерман "Firefly"
На основу искустава из северне АФрике, Британци су одлучили да побољшају Шерман, који су увелико користили у својој војсци. Firefly је био британска верзија М4 Шермана, са већим британским топом калибра 76,2 mm (17 инча). Ушао је у употребу у Британској војсци 1944. године, а први пут је доживео борбу током искрцавања у Нормандији.
Шерман Firefly се показао успешним током борби због своје могућности да пробије оклоп већине немачких тенкова.

## Корисници
- САД
- Уједињено Краљевство
- Аустралија
- Канада
- Јужноафричка Унија
- СССР
- СФРЈ
- Чиле
- Израел
- Република Кина